# マンステール
マンステール （Munster）は、フランス、グラン・テスト地域圏、オー＝ラン県のコミューン。オート＝ヴォージュ山地中心部、フェシュ谷にある。マンステール・チーズ（fr）の産地として名高い。

## 地理
コミューンの東は、谷がギュンスバック（fr）へ向けて開けていく。西は、ヴォージュ山脈とオーネック、ロータンバシュコフの峰が交差する。
コルマールからマンステールまではD417道が通じている。

## 歴史

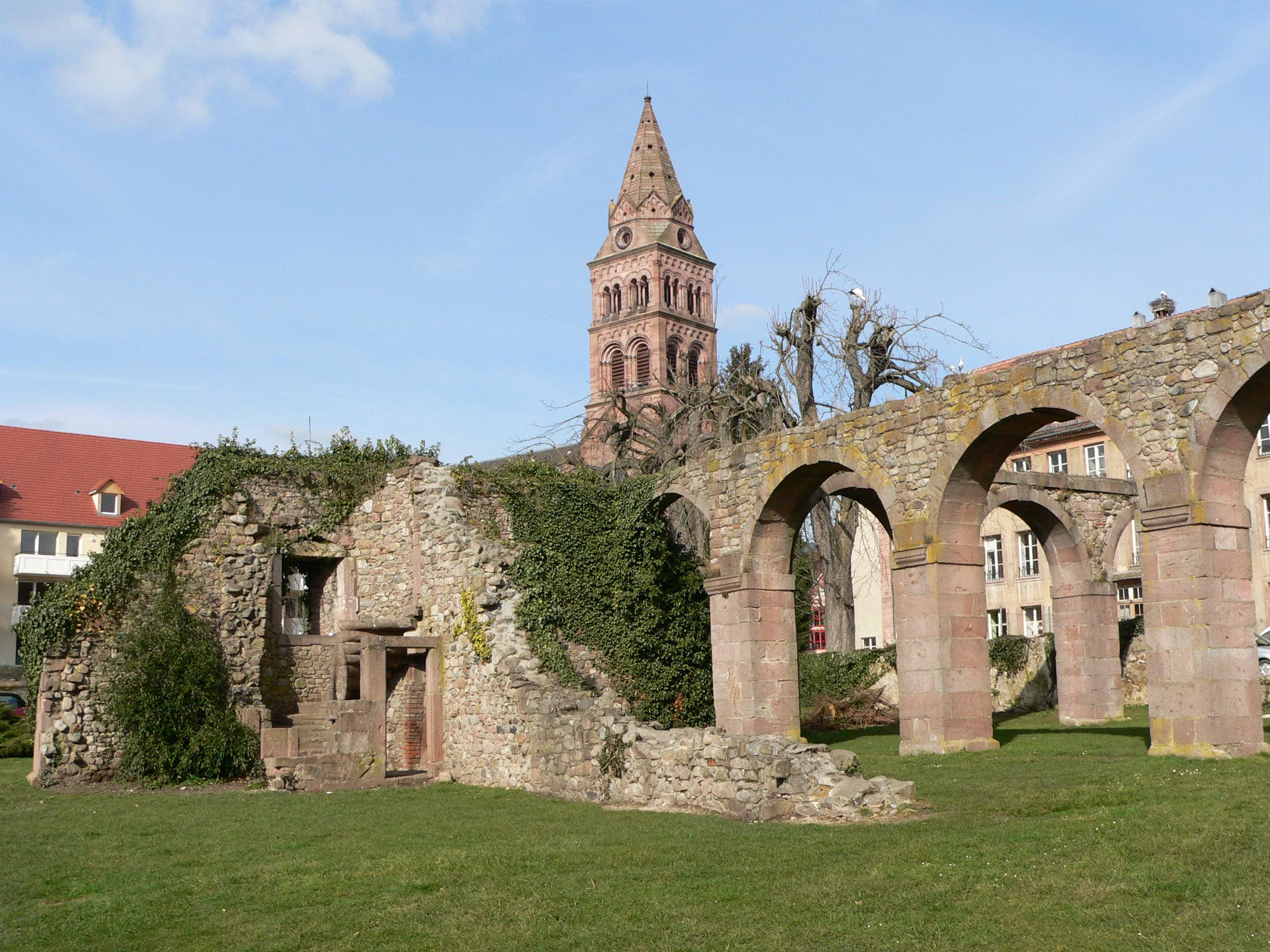
修道院の廃墟

マンステールとは、修道院を意味するMonastèreに由来する。コミューンの起源は、660年頃聖グレゴリウスに捧げるため建てられたベネディクト会派修道院、マンステール修道院にある。
1308年にコミューンは城壁で囲まれ、1354年に他コミューンとともに十都市同盟に参加した。16世紀には宗教改革がコミューンを席巻した。1618年から30年続いた三十年戦争でコミューン全体が荒廃した。
フランス革命後の1791年、マンステール修道院は閉鎖された。
第一次世界大戦と第二次世界大戦で地方全体が残酷なまでに痛めつけられた。特に第一次世界大戦では、コミューンの85%が破壊された。

## 経済
マンステールは長い歴史のあるテキスタイル産業のコミューンだが、現在危機に瀕している。
家畜の飼育や酪農中心の農業が盛んである。

## 姉妹都市
- ロマネシュ＝トラン、フランス
- イリンゲン、ドイツ